# Jack Woolams
Jack Valentine Woolams, né le 14 février 1917 à San Francisco et mort le 30 août 1946 au-dessus du lac Ontario  est un pilote d'essai américain. Il est le pilote d'essai expérimental principal et plus tard le pilote d'essai en chef chez Bell Aircraft lors de l'introduction des avions P-39, P-63, P-59 et X-1. Il établit un record du monde d'altitude en 1943 et, est le premier pilote à piloter un avion de chasse sans escale à travers les États-Unis.

## Jeunesse
Jack Woolams nait le 14 février 1917, jour de la Saint-Valentin, de Leonard et Elsa Woolams à San Francisco et grandit dans la banlieue de Ross en Californie. Il fréquente l'université de Chicago pendant deux ans avant de rejoindre l'United States Army Air Corps. Il sert en service actif pendant environ dix-huit mois puis retourne à l'université de Chicago où il obtient un diplôme en économie en juin 1941.

## Carrière et records en vol
Après l'université, Woolams est embauché par le pilote d'essai en chef de Bell Aircraft, Bob Stanley, en tant que pilote d'essai. Il est rapidement transféré de la division des vols d'essai à la division de la recherche expérimentale. Il devient pilote d'essai en chef lorsque Bob Stanley est promu vice-président de l'ingénierie. En septembre 1942, il devient le premier homme à piloter un avion de chasse d'un océan à l'autre au-dessus des États-Unis sans escale. À l'été 1943, il établit un nouveau record d'altitude de 47 600 pieds (14 508 m). Il devient pilote d'essai en chef pour Bell en 1944. Il est le premier pilote à piloter le Bell X-1 et le seul pilote à piloter l'avion-fusée au centre de recherche de Bell Aircraft à Pinecastle Army Airfield à Orlando, en Floride. Jack Woolmans doit à l'origine faire voler le X-1 plus vite que la vitesse du son mais cet honneur revient au pilote Chuck Yeager le 14 octobre 1947.

## Personnalité
Jack Woolams est connu comme étant un peu un farceur. Alors qu'il pilotait l'avion à réaction expérimental P-59 encore inconnu, il rejoint une formation de chasseurs à hélice pilotés par des pilotes sans méfiance et, à leur grande surprise, leur fit signe tout en portant un masque de gorille, un chapeau melon et un cigare, puis les distança très rapidement grâce à sa vitesse supérieure.

## Mort et héritage
Jack Woolams meurt le 30 août 1946 dans le crash de l'avion de course P-39 Cobra modifié pendant qu'il participait à un vol d'entraînement pour la course National Air Races à Cleveland dans l'Ohio, qui devait avoir lieu le lendemain. Woolams ramène le Cobra I de Cleveland à Bell Aircraft à Niagara Falls le 29 août, après avoir obtenu une vitesse de qualification décevante de 392 mph (633 km/h). Il teste l'avion au-dessus du lac Ontario en fin d'après-midi à des vitesses supérieures à 400 mph (644 km/h) quand l'appareil s'est soudainement et inexplicablement écrasé dans l'eau, se brisant lors de l'impact. Le corps du pilote est retrouvé quatre jours plus tard. Après la récupération de l'épave du Cobra I, on pense qu'une défaillance de la verrière était la cause de l'accident et de la mort de Woolams. Cependant, des témoins oculaires au sol affirment avoir vu la queue se séparer de l'avion provoquant ainsi l'accident.
Il y a ensuite un débat interne chez Bell Aircraft sur la poursuite ou non de la course mais le coéquipier de Woolams et pilote d'essai de Bell, Alvin M. Johnston, a insisté sur le fait que Woolams aurait couru si cela avait été l'inverse. Le lendemain de la mort de Woolams, Johnston remporte le trophée Thompson 1946 dans le Cobra II, le jumeau identique du Cobra.